# Yuja Wang
Pour les articles homonymes, voir Wang (patronyme).
Yuja Wang (chinois : 王羽佳 ; pinyin : Wáng Yǔjiā) est une pianiste classique chinoise, née le 10 février 1987 à Pékin en Chine.

## Biographie
Sa mère, Zhai Jieming (翟杰明), est professeure de danse et son père, Wang Jianguo (王建国), est percussionniste,. Yuja Wang commence à apprendre le piano dès l'âge de six ans à Pékin avec Luo Zhengmin (chinois : 罗征敏), puis entre l'année suivante au Conservatoire central de musique de Pékin où elle a comme professeurs Lingyuan (chinois : 凌远) et Zhou Guangren (chinois : 周廣仁).
En 1999, dans le cadre du programme d'échanges Morningside Music Bridge à Calgary au Canada au Mount Royal College Conservatory, à l'Université Mount Royal, elle emporte le premier prix. En 2001, âgée de quatorze ans, elle entre dans cette institution où elle est l'élève de Hung Kuan Chen et Tema Blackstone, puis étudie à partir de 2002 au Curtis Institute of Music de Philadelphie où elle a pour professeur Gary Graffman, et obtient son diplôme en 2008.
Elle donne ses premiers concerts en Europe en 2003. En 2006, elle fait ses débuts avec l'Orchestre philharmonique de New York, les orchestres symphoniques de Chicago, San Francisco et Houston. Les années suivantes, elle joue aux côtés d'autres orchestres prestigieux comme l'Orchestre philharmonique de Chine.  
En 2007, elle remplace Martha Argerich, qui ne pouvait pas assurer l'interprétation du Concerto pour piano no 1 de Tchaïkovski, avec l'Orchestre symphonique de Boston, dirigé par Charles Dutoit. Sa prestation est accueillie très favorablement par les critiques. 
Habituée du Verbier Festival, elle donne en bis, lors de l'édition 2008, une interprétation de l'arrangement par Cziffra du Vol du bourdon de Rimsky-Korskakov. Entre sa publication en octobre 2008 et février 2019, l'enregistrement a été visionné plus de six millions de fois sur YouTube.
À partir de 2009, elle donne de nombreux concerts à travers le monde. Elle fait partie des solistes invités pour le concert du YouTube Symphony Orchestra au Carnegie Hall de New York.
En 2011, elle fait ses débuts au Carnegie Hall. En 2014, elle joue, sous la direction de Charles Dutoit, avec l'Orchestre symphonique de la NHK, où elle interprète Noches en los Jardines de España. En 2015, elle joue pour la première fois à la Philharmonie de Paris le Concerto pour piano no 4 de Beethoven, avec l'Orchestre symphonique de San Francisco, sous la direction de Michael Tilson Thomas.

## Style
Yuja Wang est reconnue pour sa virtuosité technique, ainsi que pour son jeu spontané et audacieux. On parle chez Gramophone de la « combinaison d'une technique éclatante et d'un instinct poétique rare » (« combination of blazing technique and a rare instinct for poetry »). Elle est décrite comme « extraordinairement douée à tous points de vue » par la San Francisco Chronicle. 
Après sa prestation au Carnegie Hall en octobre 2011, The New York Times affirme « She seems to have everything : speed, flexibility, pianistic thunder and interpretive nuance. »

## Discographie
En 2009, Yuja Wang signe un contrat d'exclusivité avec Deutsche Grammophon, reconduit en 2012.
- Sonatas & Études, sorti au printemps 2009, est un recueil de pièces de Liszt, Chopin, Scriabine et Ligeti.
- Transformation, paru au printemps 2010, réunit des pièces de Stravinsky, Scarlatti, Brahms et Ravel.
- Son troisième album, sorti en mars 2011, est consacré à Rachmaninov et a été enregistré avec le Mahler Chamber Orchestra sous la direction de Claudio Abbado.
- Un quatrième enregistrement, intitulé Fantasia, est paru en mars 2012. Il comprend des pièces de nombreux compositeurs[13], que la pianiste a régulièrement jouées en tant que bis lors de ses récitals et concerts avec orchestre.
- Son cinquième album, sorti début 2014, a été enregistré avec l'orchestre symphonique Simón Bolívar sous la direction de Gustavo Dudamel. Il est constitué du concerto pour piano no 3 de Rachmaninov et du concerto pour piano no 2 de Prokofiev[14].
- Avec Gautier Capuçon, en 2019, Franck & Chopin : Sonates pour violoncelle, chez Warner Classics.
- En 2020 : Adams Must the Devil Have All the Good Tunes? Los Angeles Philharmonic dirigé par Gustavo Dudamel.
- Avec Gautier Capuçon, en 2021 (live à Dortmund), Sonates de Rachmaninov et Brahms, chez Deutsche Grammophon.

- En 2023 : Rachmaninov Cello Sonata, Op. 19 avec Lynn Harrell – live au Festival de Verbier 2008.
- En 2023 : Rachmaninoff: The Piano Concertos & Paganini Rhapsody; avec Gustavo Dudamel et le Los Angeles Philharmonic.
- En 2024 : The American Project, contenant You Come Here Often? de Michael Tilson Thomas et Piano Concerto de Teddy Abrams.

Il existe également un DVD produit par EuroArts, contenant l'interprétation du Concerto pour piano no 3 de Prokofiev par Yuja Wang et le Lucerne Festival Orchestra, dirigé par Claudio Abbado, lors du Festival de Lucerne en 2009.

## Répertoire
Yuja Wang est aussi reconnue pour son éclectisme musical et artistique. En plus des compositeurs figurant dans le paragraphe précédent, son répertoire comporte des compositions de Mendelssohn, Prokofiev ou encore Bartók. 
Au Lightroom de Londres en septembre 2024, Yuja Wang a proposé un récital immersif consacré à l’œuvre picturale de David Hockney. Le répertoire de ce récital allait de Bach à Samuel Barber en passant par Luciano Berio et Arturo Márquez. La pianiste a confié, dans un reportage de Matt Parkin, que certaines des pièces jouées pendant ce concert ont été suggérées par le peintre lui-même et qu'elle ne les connaissait pas avant qu'il ne les lui propose.  

## Distinctions
Yuja Wang a remporté de nombreux prix en Chine, au Japon, en Espagne et en Allemagne, parmi lesquels le prix spécial du concours international de musique de Sendai, au Japon. Un Gilmore Young Artist Award lui a été décerné en 2006. En 2009, elle reçoit une Avery Fisher Career Grant. 
Son premier album a été choisi comme Best Debut Album par le magazine International piano. Son second lui a rapporté un prix ECHO. Son premier et son troisième albums ont été nommés aux Grammy Awards.
En 2016 : Artist of the Year 2017 par le magazine Musical America.
En 2024, Yuja Wang remporte un Grammy Award dans la catégorie « meilleur solo instrumental » pour son album The American Project, dans lequel elle interprète des morceaux écrits pour elle par Michael Tilson Thomas et Teddy Abrams (en).
L'astéroïde (56018) Yujawang est nommé en son honneur.